# Саборна црква Светог Григорија Просветитеља у Јеревану
Саборна црква Светог Григорија Просветитеља (јерм. Սուրբ Գրիգոր Լուսավորիչ մայր եկեղեցի; Surb Grigor Lusavorich mayr yekeghetsi), такође позната и као Саборна црква у Јеревану, тренутно је највећа саборна црква Јерменске апостолске цркве у свету, што је чини и највећом јерменском саборном црквом. Смештена је у округу Кентрон у Јеревану, главном граду Јерменије и сматра се једним од највећих верских здања у Јужном Закавказју, заједно са Саборном црквом Светог Тројства у Тбилисију (познатом под називом Саборна црква Самеба). Смештена је поред метро станице Генерал Андраник и црква се, управо због своје величине, може видети из разних делова града.

## Историја
Саборна црква Светог Григорија Просветитеља је изграђена на иницијативу католикоса Вазгена I. Изградња је започета 7. априла 1997. године, када је католикос Карекин I благословио темеље и изградњу цркве. Црквени комплекс дизајниран је од стране архитекте Степана Куркчјана, а радови су завршени 2001. године.
Освећење завршене зграде одиграло се 23. септембра 2001. године, поводом прославе 1.700 година од проглашења хришћанства за званичну религију у Јерменији. У саборној цркви се налазе мошти Светог Григорија Просветитеља, по коме и носи име, као и свети остаци Светог Григорија који су донети из Напуља, Италија. Убрзо након посвећења саборне цркве, папа Јован Павле II је посетио цркву.

## Архитектура
Огромна саборна црква заправо представља комплекс који се састоји од три цркве — саборне цркве (главне цркве) са 1.700 седишта, капеле Светог краља Тринидата и капеле Свете краљице Ашкен, обе са по 150 седишта. Ове две краљевске личности биле су кључни помагачи Григорију Просветитељу у христијанизацији Јерменије. Звоник цркве, који се састоји од више од 30 лукова, и двориште налазе се испред улаза у саборну цркву. На доњем спрату цркве налазе се и сале за дочек и црквене активности.
Укупна површина целог комплекса износи 3.822 квадратна метра, док је висина саборне цркве од подножја до врха крста 54 метра.
Главна црква овог комплекса изграђена је захваљујући донацији Ричарда Александра Манугијана и Луизе Манугијан Симон, у знак сећања на њиховог преминулог оца, филантропа и бившег председника Јерменског удружења општих добротвора (енгл. Armenian General Benevolent Union; скраћено AGBU) Алекса Манугијана, и његову жену, Мери Манугијан. Са друге стране, изградња две капеле довршена је захваљујући донацијама Назара и Артемис Назаријан и Кеворка и Линде Кеворкијан, док је средства за подизање звоника донирао Едуардо Еурнекијан.

## Галерија
- Саборна црква Светог Григорија Просветитеља и коњаничка статуа Андраника Озанијана
- Саборна црква са великим двориштем и парком
- Саборна црква је изграђена од наранџасте седре из Анија

- Поглед на звоник који се налази испред цркве
- Поглед на саборну цркву са бочне стране
- Поглед на саборну цркву из парка
- Улаз у цркву
- Споменик испред цркве
- Натпис на улазу
- Унутрашњост Саборне цркве Светог Григорија Просветитеља
- Камена плоча са натписом на јерменском језику
- Унутрашњост саборне цркве
- Олтар Саборне цркве Светог Григорија Просветитеља
- Унутрашњост саборне цркве
- Унутрашњост саборне цркве
- Витражи у саборној цркви